# Bergambacht
Bergambacht est un village et une commune néerlandaise, en province de Hollande-Méridionale. La commune est située sur le Lek, dans le sud du Krimpenerwaard.
Depuis 2015, Bergambacht est rattachée à Krimpenwaard, l'ancienne municipalité comprenait Ammerstol et Berkenwoude, rattachées à Bergambacht en 1985.

## Galerie

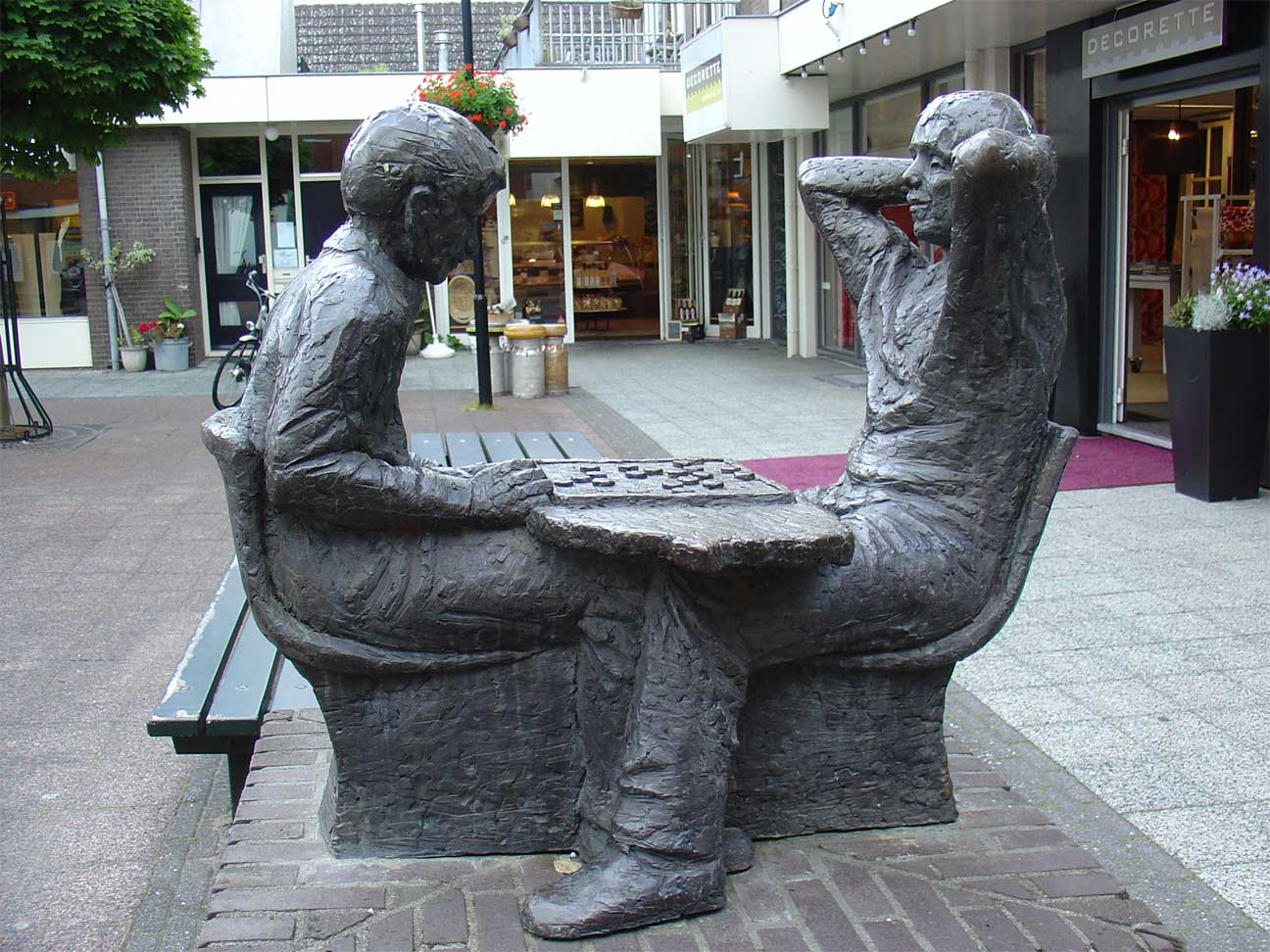
Les Joueurs de dames, Roel Bendijk, 1984.
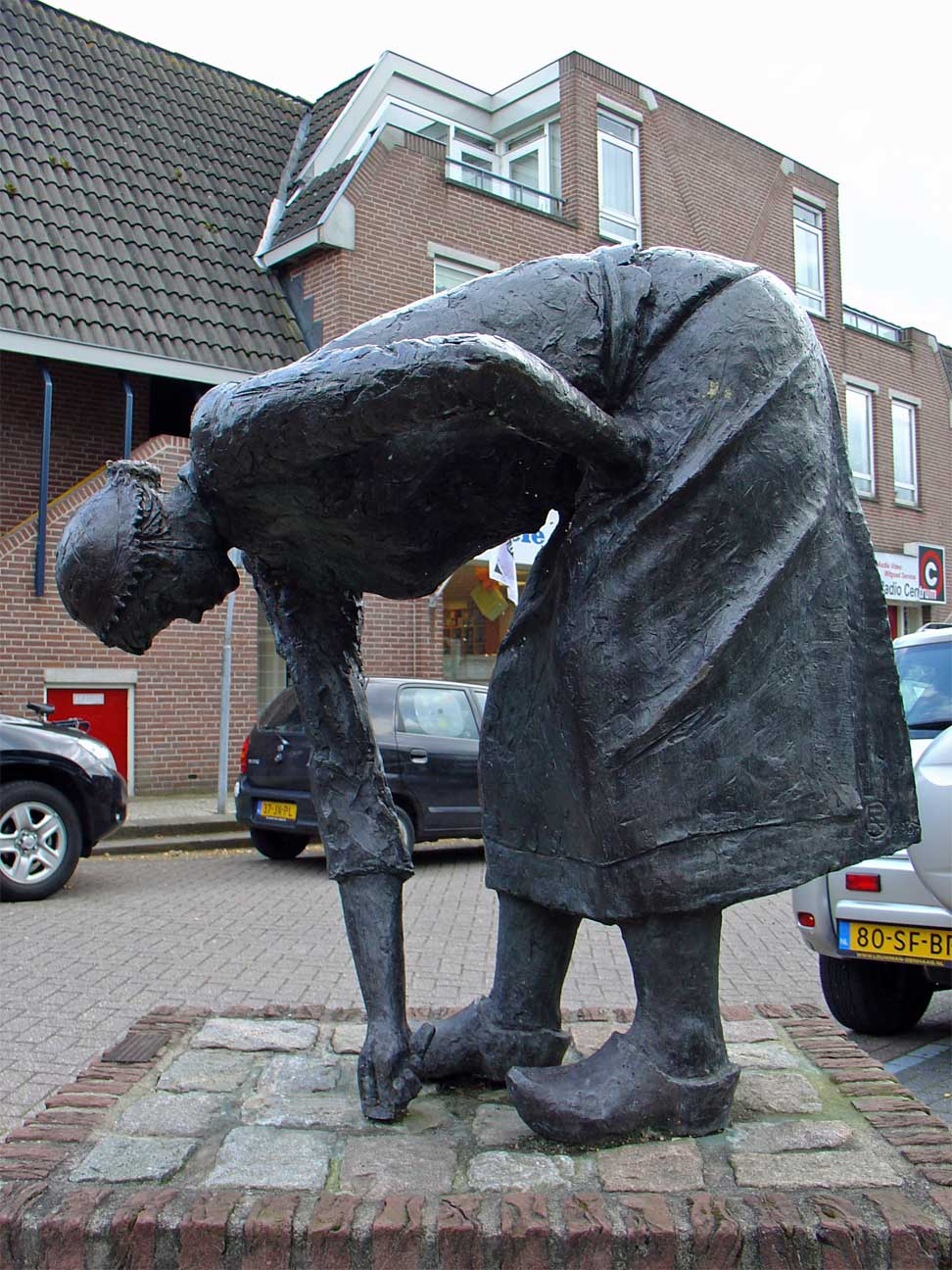
La Ramasseuse de rue, Roel Bendijk, 1996
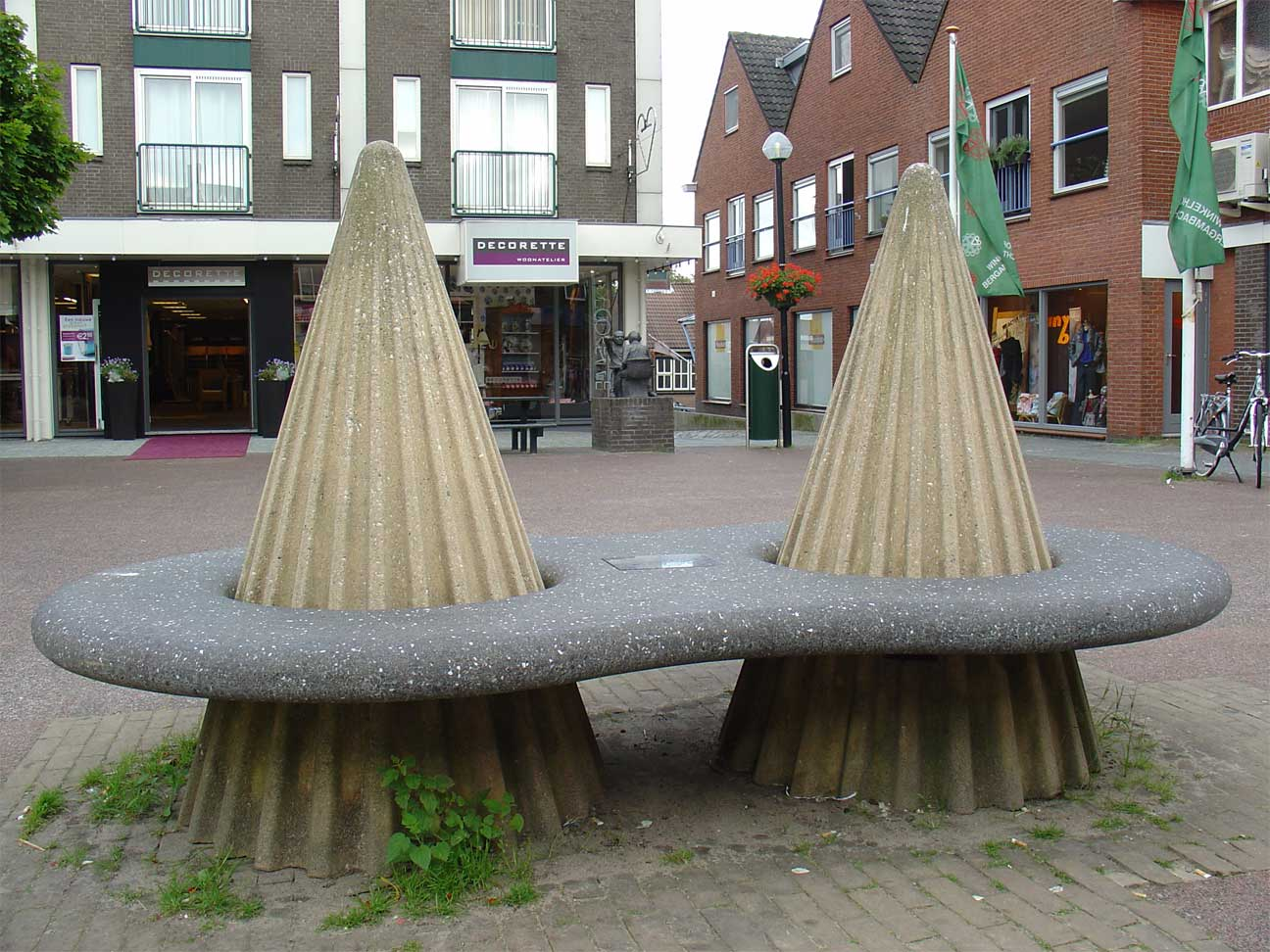
Banc Wim Kok
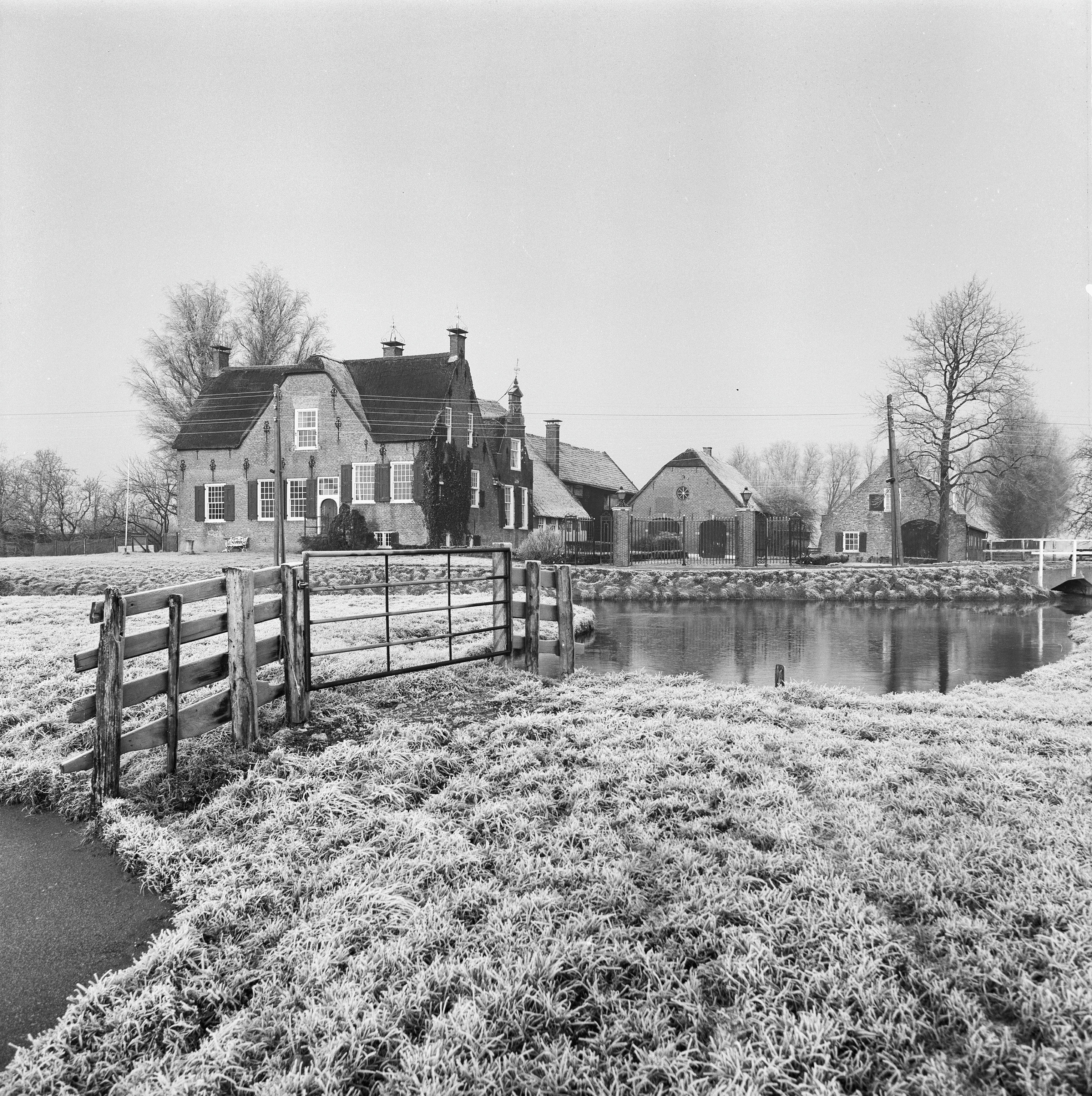
Bouwlust (Bergambacht) (nl) (ferme classée[2]). Photographe : Gerard Drukker

## Personnalités liées à Bergambacht
- Wim Kok, premier ministre des Pays-Bas
- Ben Visser, écrivain satirique
- Jan Blanken (nl), ingénieur en hydraulique